# Heinävesi
Heinävesi è un comune finlandese di 3061 abitanti, situato nella regione della Carelia Settentrionale. Fino al 2020 ha fatto parte della regione del Savo Meridionale, per poi essere spostata nella Carelia Settentrionale a partire dal 1º gennaio 2021.
La cittadina possiede una grande chiesa in legno posta sulla sommità della collina sovrastante. Fu costruita nel 1890 e ha posti a sedere per 2000 persone. Degno di nota anche il Monastero di Valamo.
In questa città è morta la cantante finlandese Laila Kinnunen.